# Swiss Indoors Basel 2019 - Doppio
Dominic Inglot e Franko Škugor erano i detentori del titolo ma Inglot ha preferito partecipare al contemporaneo torneo di Vienna. Škugor ha fatto coppia con Nikola Mektić, perdendo al primo turno contro Jean-Julien Rojer e Horia Tecău.
In finale Rojer e Tecău hanno sconfitto Taylor Fritz e Reilly Opelka con il punteggio di 7-5, 6-3.

## Teste di serie
1. Marcel Granollers /  Horacio Zeballos (quarti di finale)
2. Raven Klaasen /  Michael Venus (quarti di finale)

1. Kevin Krawietz /  Andreas Mies (primo turno)
2. Jean-Julien Rojer /  Horia Tecău (campioni)

## Qualificati
1. Santiago González /  Aisam-ul-Haq Qureshi (semifinale)

## Wildcard
1. Sandro Ehrat /  Marc-Andrea Hüsler (primo turno)

1. Luca Margaroli /  Jan-Lennard Struff (primo turno)

## Tabellone

### Legenda
| - Q = Qualificato - WC = Wild card - LL = Lucky loser | - ALT = Alternate - SE = Special Exempt - PR = Protected Ranking | - w/o = Walkover - r = Ritirato - d = Squalificato |

|  | Primo turno           | Primo turno                | Primo turno                | Primo turno | Primo turno |  |  | Quarti di finale  | Quarti di finale         | Quarti di finale   | Quarti di finale  | Quarti di finale |    |     | Semifinali | Semifinali               | Semifinali               | Semifinali        | Semifinali        |   |   | Finale | Finale | Finale | Finale | Finale |  |
|  |                       |                            |                            |             |             |  |  |                   |                          |                    |                   |                  |    |     |            |                          |                          |                   |                   |   |   |        |        |        |        |        |  |
|  | 1                     | M Granollers H Zeballos    | M Granollers H Zeballos    | 6           | 7           |  |  |                   |                          |                    |                   |                  |    |     |            |                          |                          |                   |                   |   |   |        |        |        |        |        |  |
|  |                       | R Gasquet É Roger-Vasselin | R Gasquet É Roger-Vasselin | 4           | 63          |  |  | 1                 | M Granollers H Zeballos  | 6                  | 2                 | [16]             |    |     |            |                          |                          |                   |                   |   |   |        |        |        |        |        |  |
|  |                       | D Lajović A Ramos Viñolas  | D Lajović A Ramos Viñolas  | 3           | 4           |  |  | Q                 | S González A-u-H Qureshi | 1                  | 6                 | [18]             |    |     |            |                          |                          |                   |                   |   |   |        |        |        |        |        |  |
|  | Q                     | S González A-u-H Qureshi   | S González A-u-H Qureshi   | 6           | 6           |  |  |                   |                          |                    |                   |                  |    |     | Q          | S González A-u-H Qureshi | S González A-u-H Qureshi | 4                 | 4                 |   |   |        |        |        |        |        |  |
|  | 3                     | K Krawietz A Mies          | K Krawietz A Mies          | 62          | 4           |  |  |                   |                          |                    | T Fritz R Opelka  | T Fritz R Opelka | 6  | 6   |            |                          |                          |                   |                   |   |   |        |        |        |        |        |  |
|  |                       | J Chardy F Martin          | J Chardy F Martin          | 7           | 6           |  |  | J Chardy F Martin | J Chardy F Martin        | J Chardy F Martin  | 4                 | 4                |    |     |            |                          |                          |                   |                   |   |   |        |        |        |        |        |  |
|  | W Koolhof S Tsitsipas | W Koolhof S Tsitsipas      | W Koolhof S Tsitsipas      | 3           | 4           |  |  | T Fritz R Opelka  | T Fritz R Opelka         | T Fritz R Opelka   | 6                 | 6                |    |     |            |                          |                          |                   |                   |   |   |        |        |        |        |        |  |
|  | T Fritz R Opelka      | T Fritz R Opelka           | T Fritz R Opelka           | 6           | 6           |  |  |                   |                          |                    |                   |                  |    |     |            | T Fritz R Opelka         | T Fritz R Opelka         | 5                 | 3                 |   |   |        |        |        |        |        |  |
|  |                       | J Murray N Skupski         | J Murray N Skupski         | 7           | 6           |  |  |                   |                          |                    |                   |                  |    |     |            |                          | 4                        | J-J Rojer H Tecău | J-J Rojer H Tecău | 7 | 6 |        |        |        |        |        |  |
|  | WC                    | S Ehrat M-A Hüsler         | S Ehrat M-A Hüsler         | 5           | 3           |  |  |                   | J Murray N Skupski       | J Murray N Skupski | 67                | 5                |    |     |            |                          |                          |                   |                   |   |   |        |        |        |        |        |  |
|  |                       | N Mektić F Škugor          | 3                          | 7           | [5]         |  |  | 4                 | J-J Rojer H Tecău        | J-J Rojer H Tecău  | 7                 | 7                |    |     |            |                          |                          |                   |                   |   |   |        |        |        |        |        |  |
|  | 4                     | J-J Rojer H Tecău          | 6                          | 67          | [10]        |  |  |                   |                          |                    |                   |                  |    |     | 4          | J-J Rojer H Tecău        | 63                       | 7                 | [10]              |   |   |        |        |        |        |        |  |
|  | WC                    | L Margaroli J-L Struff     | L Margaroli J-L Struff     | 6           | 5           |  |  |                   |                          |                    | I Dodig F Polášek | 7                | 63 | [5] |            |                          |                          |                   |                   |   |   |        |        |        |        |        |  |
|  |                       | I Dodig F Polášek          | I Dodig F Polášek          | 7           | 7           |  |  |                   | I Dodig F Polášek        | I Dodig F Polášek  | 7                 | 6                |    |     |            |                          |                          |                   |                   |   |   |        |        |        |        |        |  |
|  |                       | C Garín B Paire            | C Garín B Paire            | 3           | 3           |  |  | 2                 | R Klaasen M Venus        | R Klaasen M Venus  | 68                | 4                |    |     |            |                          |                          |                   |                   |   |   |        |        |        |        |        |  |
|  | 2                     | R Klaasen M Venus          | R Klaasen M Venus          | 6           | 6           |  |  |                   |                          |                    |                   |                  |    |     |            |                          |                          |                   |                   |   |   |        |        |        |        |        |  |

## Qualificazioni

### Teste di serie
1. Divij Sharan /  Artem Sitak (ultimo turno)

1. Santiago González /  Aisam-ul-Haq Qureshi (qualificati)

### Qualificati
1. Santiago González /  Aisam-ul-Haq Qureshi

### Tabellone qualificazioni
|  | Primo turno | Primo turno                            | Primo turno                  | Primo turno | Primo turno |  |  | Ultimo turno | Ultimo turno                           | Ultimo turno | Ultimo turno | Ultimo turno |  |
|  |             |                                        |                              |             |             |  |  |              |                                        |              |              |              |  |
|  | 1           | Divij Sharan Artem Sitak               | Divij Sharan Artem Sitak     | 6           | 6           |  |  |              |                                        |              |              |              |  |
|  | WC          | Mirko Martinez Damien Wenger           | Mirko Martinez Damien Wenger | 1           | 0           |  |  | 1            | Divij Sharan Artem Sitak               | 3            | 7            | [7]          |  |
|  |             | Robert Lindstedt Jonny O'Mara          | 65                           | 6           | [3]         |  |  | 2            | Santiago González Aisam-ul-Haq Qureshi | 6            | 5            | [10]         |  |
|  | 2           | Santiago González Aisam-ul-Haq Qureshi | 7                            | 3           | [10]        |  |  |              |                                        |              |              |              |  |